# آنتون خانچی
آنتون خانچی (به عربی: أنطون الخانجي) (؟ - زنده تا ۱۸۶۸م) کشیش کاتولیک و تاریخ‌نگار سوری ارمنی‌تبار در سدهٔ نوزدهم میلادی بود. اثری با عنوان مختصر تاریخ الأرمن الکاثولیکی (تاریخ کوتاه ارمنی‌های کاتولیک) در سال ۱۸۶۸م در قدس منتشر کرد.